# Мікологія

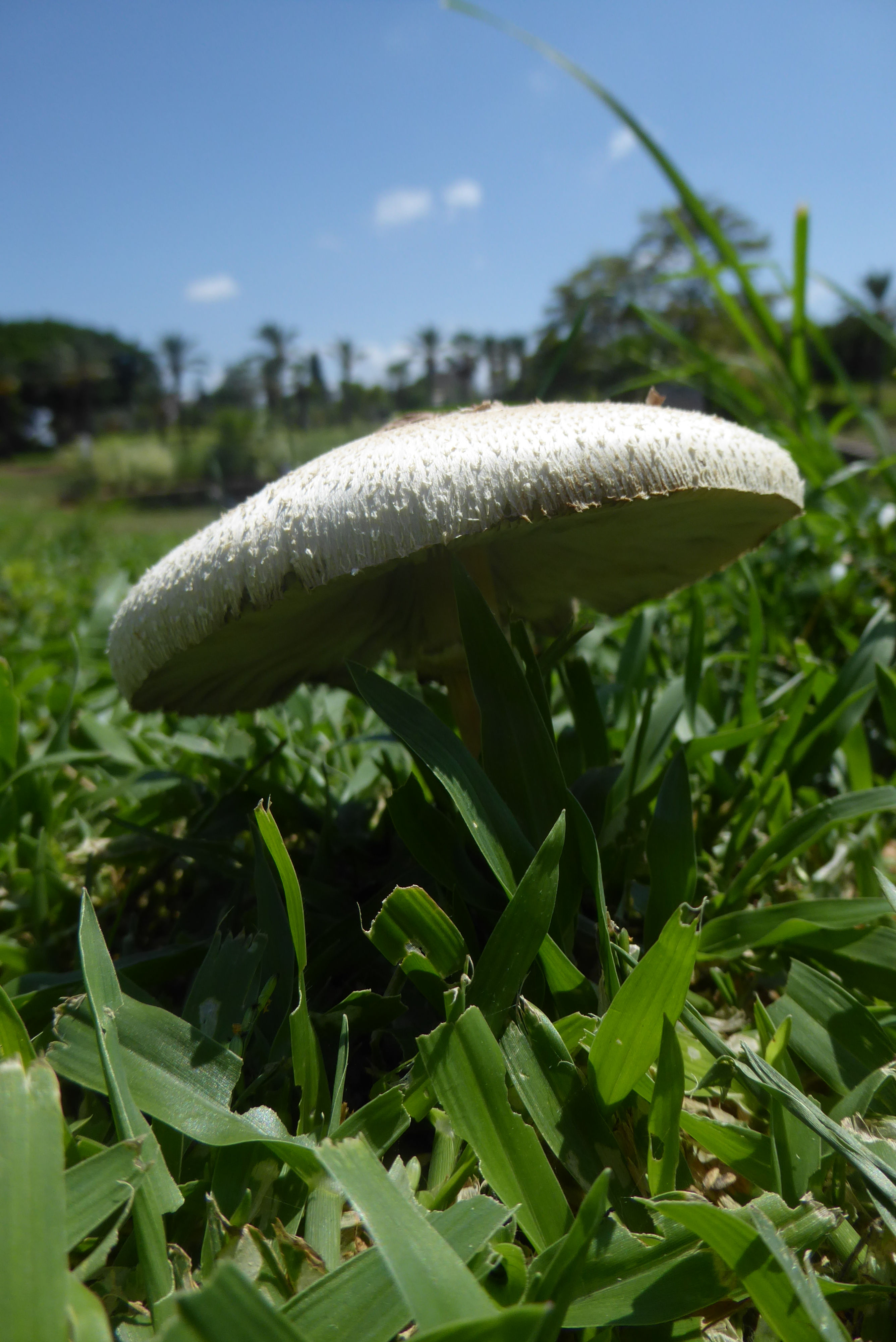
Гриб

Міколо́гія, або грибозна́вство  (грец. μύκης — гриб і ...логія) — наука, яка досліджує гриби як особливу групу організмів, що становлять самостійне царство живої природи, їх біологію, систематику, екологію, біохімію та використання. Раніше, коли гриби відносили до рослин, мікологія вважалась одним із розділів ботаніки.
Науковців, які вивчають гриби називають мікологами.
Мікологи досліджують гриби як організми, що мають значний вплив на екосистеми, сільське господарство, медицину та промисловість.
Предметом мікології є систематика, морфологія, цитологія, біогеографія грибів, біологія їх індивідуального розвитку й біоценотичні властивості.

## Напрямки досліджень
- Систематика грибів.
- Морфологія грибів.
- Походження й еволюція грибів.
- Морфогенез та індивідуальний розвиток грибів.
- Функціональна роль грибів у біогеоценозах.
- Консортивні зв'язки грибів: паразитизм, симбіотрофізм.
- Біогеографія грибів.
- Явище мікотрофії.
- Систематика лишайників.
- Біологія і географія лишайників.
- Хемотаксономія грибів і лишайників.
- Механізми адаптації грибів до умов зовнішнього середовища.
- Розроблення методів польових та експериментальних мікологічних досліджень.
- Методи впливу на мікобіоту.
- Теоретичні засади промислової культивації їстівних грибів, а також грибів — продуцентів біологічно активних речовин.
- Механізми взаємовідносин грибів-паразитів і рослин-хазяїнів.
- Охорона і раціональне використання мікологічних ресурсів.

### Основні напрямки мікології
1. Систематика і таксономія: класифікація грибів на різні групи на основі їх морфологічних, генетичних та інших характеристик.
2. Фізіологія грибів: вивчення життєвих процесів і функцій грибів.
3. Екологія грибів: дослідження ролі грибів в екосистемах, їх взаємодія з іншими організмами та середовищем.
4. Патологія грибів: вивчення хвороб, що викликаються грибами у рослин, тварин і людей, а також методи їх лікування та профілактики.
5. Біотехнологія грибів: використання грибів у промисловості для виробництва ферментів, антибіотиків, біологічних добрив тощо.
6. Мікологія харчових продуктів: дослідження грибів, що їх використовують у виробництві харчових продуктів, як-от дріжджів та різних ферментованих продуктів.

Мікологія має важливе значення для розуміння біорізноманіття, екології та еволюції, а також для розробки нових біотехнологій і медичних препаратів.

### Гриби та їх роль в екосистемах
1. Розкладання органічних речовин: Гриби є важливими деструкторами в природі. Вони розкладають органічні речовини, такі як листя, деревина та мертві організми, перетворюючи їх на неорганічні речовини, які можуть бути використані іншими організмами. Цей процес важливий для колообігу поживних речовин в екосистемах.
2. Мікориза: Багато грибів вступають у симбіоз з рослинами, утворюючи мікоризу. Це взаємовигідне співжиття, де гриби допомагають рослинам поглинати воду та мінерали, а рослини забезпечують гриби органічними речовинами, що утворюються в процесі фотосинтезу.
3. Патогени: Деякі гриби є патогенами для рослин, тварин та людей. Вони можуть викликати різні хвороби, такі як борошниста роса у рослин, грибкові інфекції у людей (наприклад, кандидоз) та інші захворювання.

### Важливість грибів у медицині та промисловості
1. Антибіотики: Гриби є джерелом багатьох антибіотиків. Найвідомішим прикладом є пеніцилін, який був отриманий з гриба Penicillium і став першим антибіотиком, який широко застосовували для лікування бактеріальних інфекцій.
2. Ферменти: Гриби використовують для виробництва різних ферментів, які застосовуються в харчовій промисловості, текстильній промисловості, біотехнології та інших галузях. Наприклад, ферменти, отримані з грибів, використовують для розщеплення крохмалю на цукри у виробництві спирту.
3. Біопестициди: Деякі гриби можуть використовувати як біопестициди для контролю шкідників у сільському господарстві. Вони допомагають зменшити використання хімічних пестицидів та сприяють екологічно чистому землеробству.

### Мікологія та наукові дослідження
Мікологи проводять дослідження в різних областях, таких як генетика грибів, їхній життєвий цикл, механізми адаптації до навколишнього середовища, взаємодія з іншими організмами тощо. Завдяки таким дослідженням відкриваються нові види грибів, вивчаються їх властивості та можливі застосування в різних галузях науки і промисловості.

### Мікологія в культурі та традиціях
Гриби завжди мали важливе місце в культурі та традиціях різних народів. У багатьох культурах їх використовують як їжу, ліки та в релігійних обрядах. Наприклад, їстівні гриби, такі як трюфелі та лисички, високо цінуються за їх смакові якості, а гриби з психоактивними властивостями використовували у шаманських ритуалах.
Мікологія — це багатогранна наука, яка відкриває перед нами безліч можливостей для досліджень і практичного застосування, сприяючи глибшому розумінню світу навколо нас.

## Відомі мікологи
- Девід Арора — американський міколог, натураліст і письменник.
- Пол Стамец — американський міколог, автор і адвокат біоремедіації та використання грибів у медичних цілях.
- Ячевський Артур Артурович — міколог, ботанік і фітопатолог.
- Зерова Марія Яківна — міколог, лауреат Державної премії УРСР у галузі науки і техніки за п'ятитомне в семи книгах видання «Визначник грибів України» (1967–1979).